# Heshvan
Heshvan ou hechvan (en hébreu : חֶשְׁוָן, « heshvan ») ou, de son nom complet, marhesvan (en hébreu : מַרְחֶשְׁוָן, « mar’heshvan »),, est le 2e mois de l’année civile et le 8e mois de l’année ecclésiastique du calendrier hébraïque. Il est appelé « boul » dans le Tanakh.
C'est un mois d'automne comptant vingt-neuf jours, sauf les années « complètes », où il compte trente jours. Heshvan correspond généralement à une période commençant en octobre et se terminant en novembre selon le calendrier grégorien.
D'après son étymologie akkadien (wara'hsamnu, lit. « huitième mois »), il semble que le « מ » et le « ו » aient été inversés, après quoi les deux premières lettres « מַר » (« mar ») ont été ensuite réinterprétées comme le mot hébreu signifiant « amer », faisant allusion au fait que le mois ne contient ni fête ni jeûne, sauf chez les « Beta Israël » (les Falashas d'Éthiopie). « Mar » peut aussi signifier « petite goutte [d'eau] ».

## Célébrations
- le 7 heshvan, la prière Vètèn tal oumatar (« Donne la rosée et la pluie ») est ajoutée à l'Amidah en Israël. Si aucune pluie ne se produit le 17 de ce mois, des prières spéciales sont rajoutées[5];
- le 11 heshvan commémore la mort de Rachel ;
- l'assassinat d'Yitzhak Rabin est commémoré en Israël le 12 de ce mois ;
- le 17 heshvan commémore le début du Déluge ;
- le 17 heshvan rappelle la fin de la construction du Premier Temple de Jérusalem par le roi Salomon ; le Temple ne fut cependant pas inauguré avant le mois de tishri suivant, lors du festival de Souccot ;
- le 29 heshvan, les communautés juives d'Éthiopie célèbrent Sigd.